# Peter Watson (mecenes)
Victor William (Peter) Watson (14 de setembre de 1908-3 de maig de 1956) va ser un col·leccionista d'art i mecenes anglès. Va fundar la revista literària Horizon, editada per Cyril Connolly.

## Biografia
Watson va ser fill de George William Watson, i era el més jove de tres germans —el seu germà Norman va néixer el 1897 i la seva germana Florence el 1894. Va estudiar a l'Eton College i al Saint John's College (Oxford).
Watson va ser un adquirir obres d'artistes com Joan Miró, Paul Klee i Pablo Picasso, que es van exhibir al seu apartament de París a la dècada de 1930. Va ser el principal benefactor de l'Institute of Contemporary Arts de Londres i també va proporcionar assistència financera a pintors anglesos i irlandesos com Francis Bacon, Lucian Freud i John Craxton. El 1930 el fotògraf, artista i escenògraf Cecil Beaton va començar una obsessió de per vida amb Watson, encara que els dos mai es van convertir en amants. Un dels capítols de la biografia autoritzada d'Hugo Vickers sobre Cecil Beaton es titula "I Love You, Mr. Watson".
El 1940 Watson va proporcionar fons per la revista Horizon de Cyril Connolly i es va convertir en el seu editor d'art entre 1940 i 1949. Stephen Spender inicialment també va estar implicat amb la revista. Watson va col·laborar poques vegades en els articles, però va donar moltes oportunitats als seus amics per reproduir les seves imatges a la revista, i també va animar a Horizon a mirar més enllà de l'art britànic, sobretot a París. Watson va encarregar articles sobre artistes poc coneguts en el moment a Anglaterra, com Balthus, Giorgio Morandi i Klee. Va convèncer el distribuïdor de Picasso, Daniel-Henry Kahnweiler, que hi opinés sobre el mercat de l'art contemporani; i també va aconseguir que Michel Leiris hi escrivís sobre Giacometti. Spender va explicar al biògraf de Connolly, Clive Fisher, que Watson odiava "la gatamoixeria, la pompositat i gairebé tot el que tingués a veure amb la vida pública", i sospitava que s'havia educat "a través d'un amor a belles obres i a les persones en les que veia bellesa". Va afegir-hi: "Quan penso en ell, llavors, penso en la seva roba, que eren preciosa; la seva pulcritud i la neteja en general, que semblava gairebé les d'un bostonià jove i guapo."
Fisher escriu que Peter Watson "era una figura d'una atractivitat sorprenen; les dones, en particular, sembla que trobaven els seus modals irresistibles […] gairebé tothom sembla que li agradés". Un dels amants de Watson va ser el nord-americà prostitut i membre de l'alta societat Denham Fouts, a qui va seguir donant suport fins i tot després que se separessin per l'addicció a les drogues de Fouts.
Watson va ser trobat ofegat al bany el 3 de maig de 1956. Alguns han suggerit que va ser assassinat pel seu jove amant estatunidenc, Norman Fowler.